# Kingswood (Warwickshire)
Kingswood – osada w Anglii, w hrabstwie Warwickshire. Leży 6,7 km od miasta Henley-in-Arden, 11,7 km od miasta Warwick i 145,6 km od Londynu. W 2015 miejscowość liczyła 1159 mieszkańców.